# TU Andromedae
Désignations
TU Andromedae (en abrégé TU And) est une étoile variable de type Mira de la constellation d'Andromède.
Comme toutes les étoiles de ce type, TU And est une étoile de la branche asymptotique des géantes et froide, ce qui signifie qu'elle fusionne de l'hydrogène et de l'hélium dans des coquilles concentriques à l'extérieur d'un noyau inerte de carbone et d'oxygène formé plus tôt dans sa vie sur la branche horizontale. Sa période est stable à 316,8 jours.
Les propriétés modélisées de TU Andromedae à luminosité maximale ne sont pas en accord avec les modèles disponibles des étoiles variables de type Mira (qui fonctionnent comme Mira). On ne sait pas si le problème réside dans les paramètres mesurés de l'étoile ou dans les imperfections des modèles. Elle avait une masse comprise entre 1,15 et 1,4 M☉ lorsqu'elle était dans la séquence principale mais est désormais moins massive.